# Тегін Шах
Тегін Шах (д/н— після 739) — 2-й володар Кабулистану в 680—739 роках. В китайських джерелах відомий як Усань Текін Са.

## Життєпис
Походив з династії Тюркшахів. Син Бара Тегіна. Спадкував владу 680 року. Спрямував зусилля на продовження спротиву арабським вторгненням. У 697—698 роках переміг мусульманського еміра Язида ібн Зіяда. Послабив залежність від Бабу, ябгу Тохаристану.
Водночас Тегін Шах активно підтримував буддизм. Ханський прочанин Ї Чін в 680-х роках відвідав буддистський монастир Нава Віхар і повідомив про те, що той процвітає як центр навчання традиції Сарвастівада. Започаткував сасанідський стиль карбування монет з тримовною легенду бактрійською мовою, пахлаві та брахмі.
У 705 році діяв спільно з тюргеським каганом Ушліком та Панту Нілі проти арабського полководця Кутайбі бін Мусліма, валі Хорасану. Боровся з останнім до 715 року. 719 року прийняв посольство візантійського імператора Лева III, що шукав союзників у боротьбі з Дамаскським халіфатом.
У 720—730-х роках долучався до кампаній тюргеських каганів проти арабів в Согдіані. 737 року поразка кагана Сулук-чора змусила перейти Тегін Шаха до оборони. 739 року зрікся влади на користь сина Фромо Кесаро. Подальша доля Тегін Шаха невідома.